# Saksonia-Eisenberg
Księstwo Saksonii-Eisenbergu (niem. Herzogtum Sachsen-Eisenberg) – księstwo Świętego Cesarstwa Rzymskiego powstałe w wyniku wydzielenia z księstwa Saksonii-Gothy rządzonego przez linię ernestyńską dynastii Wettynów. 

## Historia
Księstwo powstało w 1680 roku w wyniku podziału między braci księstwa Saksonii-Gothy. W wyniku tego podziału Eisenberg przypadł Chrystianowi, który rządził księstwem do śmierci 28 kwietnia 1707. Jako że jego jedynym potomstwem była córka Krystyna, księstwo przestało istnieć wraz ze śmiercią księcia.